# Oosterbegraafplaats (Zutphen)

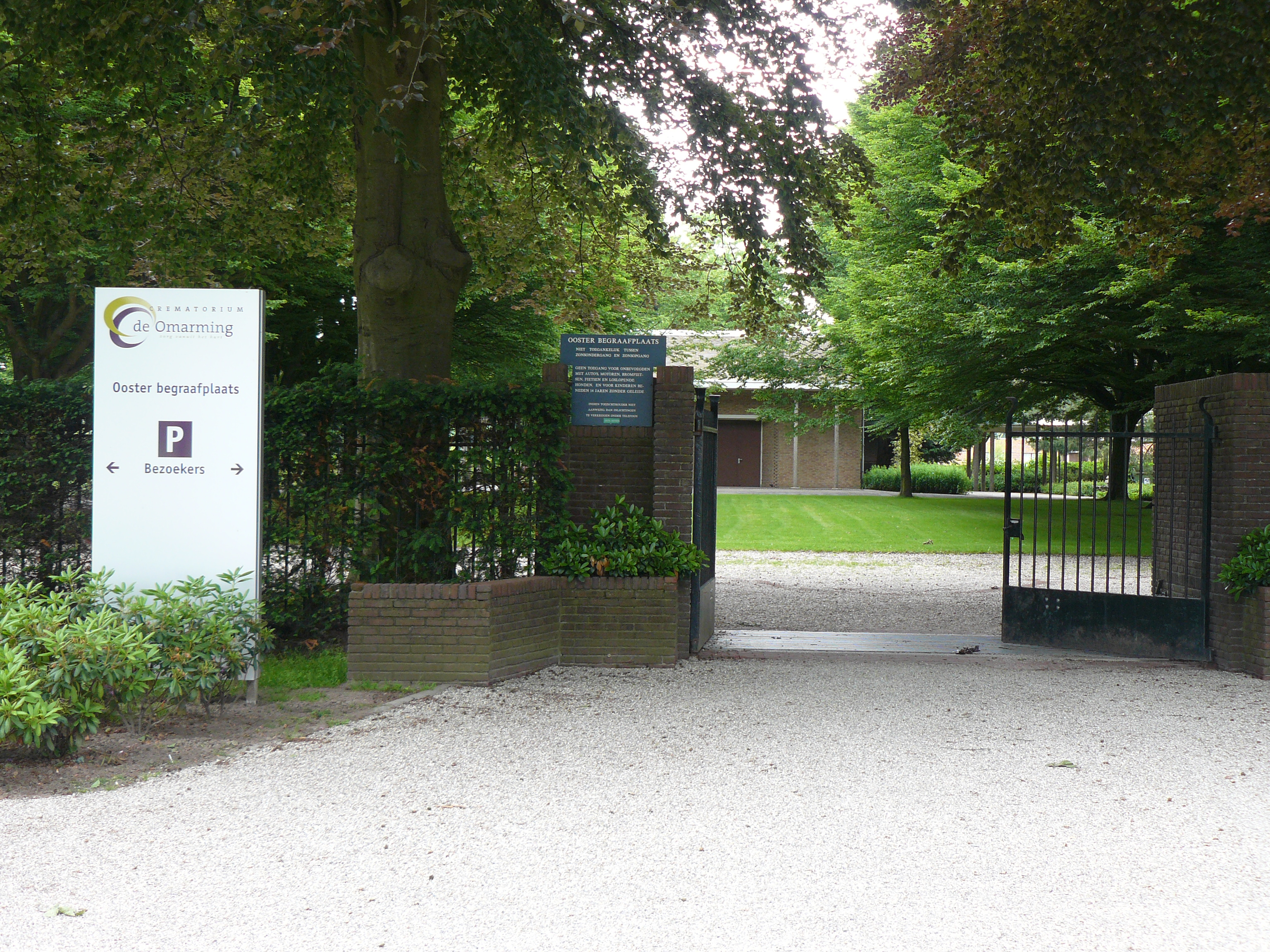
Toegang van de Oosterbegraafplaats

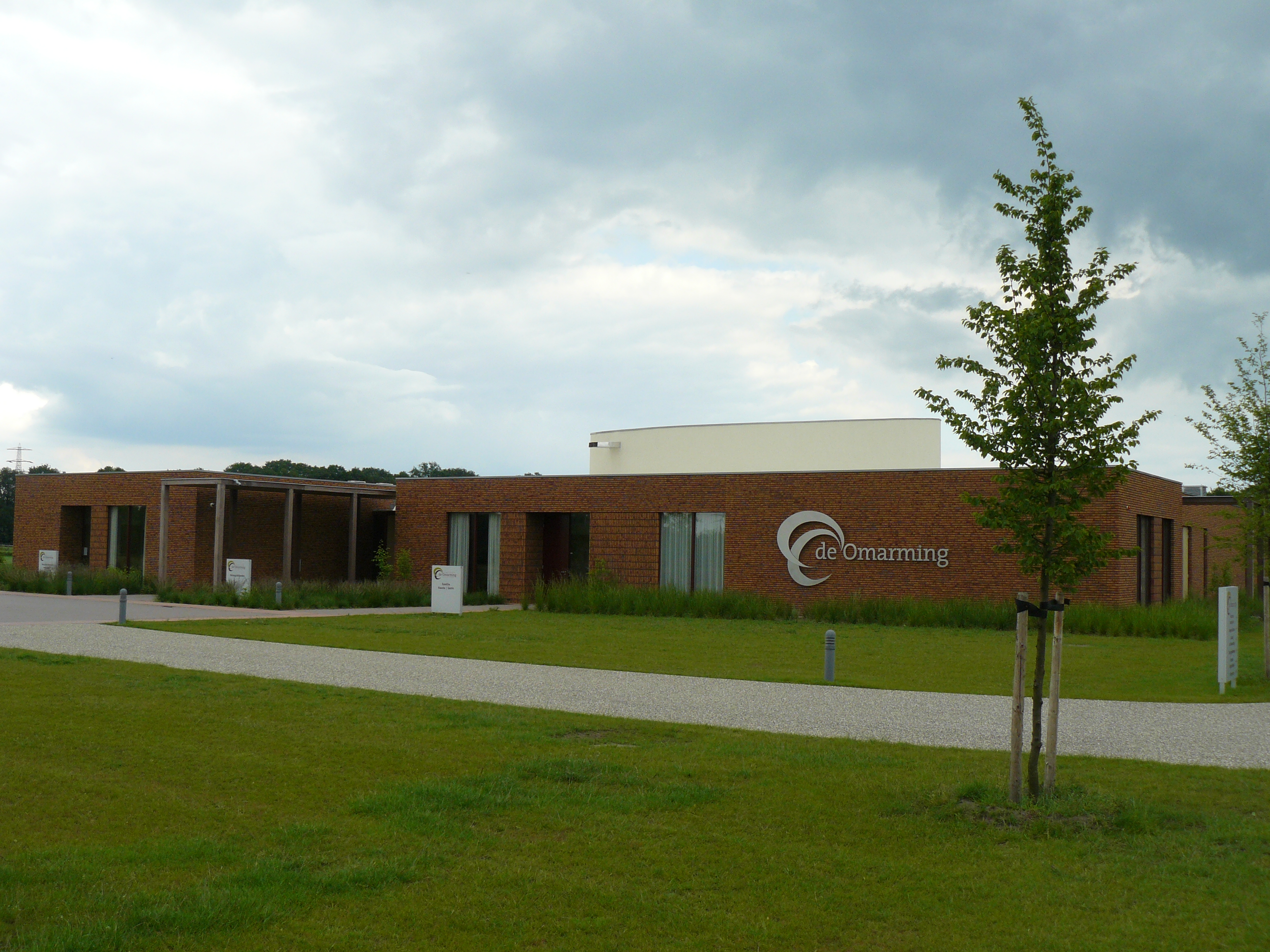
Crematorium 'De Omarming'

De Oosterbegraafplaats is de tweede gemeentelijke begraafplaats van Zutphen (naast de Algemene begraafplaats aan de Warnsveldseweg). Ze is gelegen aan de Voorsterallee, aan de oostkant van Zutphen, vlak bij landhuis De Voorst.
De Oosterbegraafplaats werd aangelegd in 1958; de oorspronkelijke aula stamt uit 1960. Op 12 oktober 2011 werd op het terrein van de begraafplaats het crematorium 'De Omarming' in gebruik genomen. De bij het crematorium behorende aula vervult die functie ook voor de begraafplaats.

Op de Oosterbegraafplaats liggen onder anderen David Wijnveldt, Nina Hoekman, Marleen de Pater-van der Meer, Maïté Duval en Paul Rodenko begraven.